# Élections législatives portugaises de 2011
Les élections législatives portugaises de 2011 (en portugais : Eleições legislativas portuguesas de 2011) se sont tenues le 5 juin 2011, afin d'élire les 230 députés de la douzième législature de l'Assemblée de la République du Portugal.
Le scrutin est remporté par le Parti social-démocrate de Pedro Passos Coelho, qui obtient la majorité relative, et par le centre droit en général, qui remporte la majorité absolue en voix et en sièges.

## Contexte: une crise politique
Contraint de constituer un gouvernement minoritaire après les élections législatives du 27 septembre 2009,,,, le Premier ministre socialiste José Sócrates a dû faire face à une sévère dégradation des finances publiques du fait de la crise économique mondiale et de la récession qui en a résulté. En conséquence, il a fait adopter trois plans d'austérité budgétaire, qui conduisent au déclenchement d'une grève générale le 24 novembre 2010, dont l'ampleur est inédite depuis 1986. Le 11 mars 2011, le ministre des Finances Teixeira dos Santos annonce un quatrième paquet de mesures de rigueur, qui sont cette fois-ci rejetées par le Parti social-démocrate. Le chef du gouvernement menace alors de démissionner en cas de rejet de son programme par l'Assemblée de la République. Il passe à l'acte après le refus exprimé par les députés à l'issue du débat parlementaire, organisé le 23 mars, et appelle à la dissolution de l'Assemblée, une idée soutenue par les autres formations politiques du pays,,.

## Fixation de la date des élections
Conformément à la Constitution, le président de la République, Aníbal Cavaco Silva, reçoit alors tous les partis représentés, dans l'ordre croissant. La majorité des formations de gauche préconise alors la convocation d'un scrutin anticipé pour le dimanche 5 juin,,, tandis que les sociaux-démocrates proposent la réalisation des élections dès le 29 mai. Selon la loi électorale, le scrutin ne peut se tenir moins de 55 jours après l'annonce de sa convocation par le chef de l'État. Après avoir réuni le Conseil d'État, Aníbal Cavaco Silva annonce le 31 mars la tenue des élections pour le 5 juin.

## Conditions générales

### Mode de scrutin
L'Assemblée de la République (Assembleia da República) se compose de 230 députés, dont le mandat dure quatre ans. Les parlementaires sont élus dans vingt-deux circonscriptions, qui correspondent aux dix-huit districts du Portugal, aux deux régions autonomes que sont les Açores et Madère, et à deux circonscriptions ad hoc pour les expatriés, selon un scrutin proportionnel avec répartition suivant la méthode d'Hondt. Chaque circonscription compte au moins deux députés, celle du district de Lisbonne en comptant pour sa part quarante-sept, le nombre maximum actuel.

### Répartition des députés
- Répartition retenue le 7 avril 2011 par la commission nationale des élections[27].

| Circonscription              | Députés |
| ---------------------------- | ------- |
| District d'Aveiro            | 16      |
| District de Beja             | 3       |
| District de Braga            | 19      |
| District de Bragance         | 3       |
| District de Castelo Branco   | 4       |
| District de Coimbra          | 9       |
| District d'Évora             | 3       |
| District de Faro             | 9       |
| District de Guarda           | 4       |
| District de Leiria           | 10      |
| District de Lisbonne         | 47      |
| District de Portalegre       | 2       |
| District de Porto            | 39      |
| District de Santarém         | 10      |
| District de Setúbal          | 17      |
| District de Viana do Castelo | 6       |
| District de Vila Real        | 5       |
| District de Viseu            | 9       |
| Région autonome des Açores   | 5       |
| Région autonome de Madère    | 6       |
| Europe                       | 2       |
| Hors d'Europe                | 2       |
| TOTAL                        | 230     |

## Campagne

### Principaux partis et dirigeants
| Parti | Parti                                                          | Chef de file                   | Résultats en 2009           |
| ----- | -------------------------------------------------------------- | ------------------------------ | --------------------------- |
|       | Parti socialiste Partido Socialista                            | José Sócrates Premier ministre | 36,56 % des voix 97 députés |
|       | Parti social-démocrate Partido Social Democrata                | Pedro Passos Coelho            | 29,11 % des voix 81 députés |
|       | CDS – Parti populaire CDS – Partido Popular                    | Paulo Portas                   | 10,43 % des voix 21 députés |
|       | Bloc de gauche Bloco de Esquerda                               | Francisco Louçã                | 9,81 % des voix 16 députés  |
|       | Coalition démocratique unitaire Coligação Democrática Unitária | Jerónimo de Sousa              | 7,86 % des voix 15 députés  |

### Têtes de liste
| Circonscription  | PS                      | PPD/PSD                  | CDS/PP,               | BE                     | CDU                   |
| ---------------- | ----------------------- | ------------------------ | --------------------- | ---------------------- | --------------------- |
| Aveiro           | Helena André            | António Couto dos Santos | Paulo Portas          | Pedro Filipe Soares    | Miguel Viegas         |
| Beja             | Luís Pita Ameixa        | Carlos Moedas            | José Ghira            | Manuel Dinis Cortes    | João Ramos            |
| Braga            | António José Seguro     | Miguel Macedo            | Telmo Correia         | Pedro Soares           | Agostinho Lopes       |
| Bragance         | Mota Andrade            | Francisco José Viegas    | Nuno Sousa            | Liliana Fernandes      | Maria Cunha           |
| Castelo Branco   | José Sócrates           | Costa Neves              | Maria Celeste Capel   | Fernando Pinto Proença | Vítor Silva           |
| Coimbra          | Ana Jorge               | José Manuel Canavarro    | João Serpa Oliva      | José Manuel Pureza     | Manuel Pires da Rocha |
| Évora            | Carlos Zorrinho         | Pedro Lynce              | André Assis           | Miguel Sampaio         | João Oliveira         |
| Faro             | João Soares             | Mendes Bota              | Artur Rego            | Cecília Honório        | Paulo Sá              |
| Guarda           | Paulo Campos            | Manuel Meirinho          | Emília Bento          | António Baptista       | José Branco           |
| Leiria           | Basílio Horta           | Teresa Morais            | Assunção Cristas      | Heitor de Sousa        | Ana Rita Carvalhais   |
| Lisbonne         | Eduardo Ferro Rodrigues | Fernando Nobre           | Teresa Caeiro         | Francisco Louçã        | Jerónimo de Sousa     |
| Portalegre       | Pedro Marques           | Cristovão Crespo         | Paulo Caetano         | Paulo Cardoso          | Luísa Araújo          |
| Porto            | Francisco Assis         | José Pedro Aguiar-Branco | José Ribeiro e Castro | João Semedo            | José Honório Novo     |
| Santarém         | António Serrano         | Miguel Relvas            | Filipe Lobo d'Ávila   | José Gusmão            | António Filipe        |
| Setúbal          | José Vieira da Silva    | Maria Luís Albuquerque   | Nuno Magalhães        | Mariana Aiveca         | Francisco Lopes       |
| Viana do Castelo | Fernando Medina         | Carlos Abreu Amorim      | Abel Batista          | Jorge Manuel Teixeira  | Ilda Figueiredo       |
| Vila Real        | Pedro Silva Pereira     | Pedro Passos Coelho      | Joana Rapazote        | Irina Castro           | Manuel Cunha          |
| Viseu            | José Junqueiro          | Almeida Henriques        | Hélder Amaral         | Rui Costa              | Manuel Rodrigues      |
| Açores           | Ricardo Rodrigues       | Mota Amaral              | Artur Lima            | José Cascalho          | José Decq Mota        |
| Madère           | Jacinto Serrão          | Alberto João Jardim      | José Manuel Rodrigues | Roberto Almada         | Edgar Silva           |
| Europe           | Paulo Pisco             | Carlos Gonçalves         | Isaías Afonso         | Gustavo Behr           | Maria de Melo Galvão  |
| Hors d'Europe    | Carolina Almeida        | José Cesário             | Augusto Cymbron       | Cristina Semblano      | Helena Cunha          |

### Sondages
| Institut            | Date       | PS      | PPD/PSD | CDS/PP  | BE     | CDU    |
| ------------------- | ---------- | ------- | ------- | ------- | ------ | ------ |
| Aximage             | 03.06.2011 | 29,2 %  | 37,4 %  | 12,5 %  | 6,7 %  | 8,0 %  |
| Intercampus         | 02.06.2011 | 31,1 %  | 36,5 %  | 11,6 %  | 6,0 %  | 7,4 %  |
| Eurosondagem        | 01.06.2011 | 31,3 %  | 35,4 %  | 13,4 %  | 6,0 %  | 7,9 %  |
| CESOP (UCP)         | 01.06.2011 | 31,0 %  | 36,0 %  | 11,0 %  | 7,0 %  | 8,0 %  |
| Intercampus         | 30.05.2011 | 32,3 %  | 37,0 %  | 12,7 %  | 5,2 %  | 7,7 %  |
| Eurosondagem        | 27.05.2011 | 32,3 %  | 33,9 %  | 13,4 %  | 6,3 %  | 7,9 %  |
| Eurosondagem        | 25.05.2011 | 32,0 %  | 33,7 %  | 13,2 %  | 6,7 %  | 8,1 %  |
| Eurosondagem        | 24.05.2011 | 32,6 %  | 33,1 %  | 13,7 %  | 6,4 %  | 7,6 %  |
| CESOP (UCP)         | 24.05.2011 | 36,0 %  | 36,0 %  | 10,0 %  | 6,0 %  | 9,0 %  |
| Intercampus         | 22.05.2011 | 33,2 %  | 39,6 %  | 12,1 %  | 5,6 %  | 6,6 %  |
| Intercampus         | 20.05.2011 | 34,1 %  | 35,7 %  | 12,8 %  | 6,8 %  | 7,5 %  |
| Intercampus         | 16.05.2011 | 35,4 %  | 36,1 %  | 12,6 %  | 6,2 %  | 7,5 %  |
| Intercampus         | 13.05.2011 | 36,8 %  | 33,9 %  | 13,4 %  | 6,0 %  | 7,4 %  |
| Marktest            | 10.05.2011 | 34,4 %  | 39,7 %  | 9,0 %   | 4,8 %  | 6,5 %  |
| Intercampus         | 09.05.2011 | 35,1 %  | 36,2 %  | 10,9 %  | 6,5 %  | 7,7 %  |
| Aximage             | 06.05.2011 | 28,3 %  | 31,5 %  | 11,2 %  | 7,7 %  | 9,3 %  |
| CESOP (UCP)         | 06.05.2011 | 36,0 %  | 34,0 %  | 10,0 %  | 5,0 %  | 9,0 %  |
| Eurosondagem        | 21.04.2011 | 32,7 %  | 36,3 %  | 11,3 %  | 6,9 %  | 7,8 %  |
| Marktest            | 20.04.2011 | 36,1 %  | 35,3 %  | 7,5 %   | 6,0 %  | 8,1 %  |
| Intercampus         | 11.04.2011 | 33,1 %  | 38,7 %  | 9,4 %   | 7,6 %  | 8,1 %  |
| CESOP (UCP)         | 06.04.2011 | 33,0 %  | 39,0 %  | 7,0 %   | 6,0 %  | 8,0 %  |
| Aximage             | 02.04.2011 | 28,4 %  | 34,8 %  | 10,8 %  | 6,5 %  | 8,5 %  |
| Eurosondagem        | 31.03.2011 | 30,4 %  | 37,3 %  | 10,7 %  | 7,7 %  | 8,4 %  |
| Marktest            | 25.03.2011 | 24,6 %  | 46,7 %  | 6,3 %   | 8,9 %  | 6,7 %  |
| Aximage             | 10.03.2011 | 27,9 %  | 37,9 %  | 8,9 %   | 6,5 %  | 10,7 % |
| Eurosondagem        | 04.03.2011 | 30,6 %  | 36,9 %  | 9,9 %   | 7,7 %  | 8,6 %  |
| Marktest            | 24.02.2011 | 29,1 %  | 47,8 %  | 4,2 %   | 5,9 %  | 6,1 %  |
| Eurosondagem        | 11.02.2011 | 29,3 %  | 36,3 %  | 10,2 %  | 9,5 %  | 9,2 %  |
| Aximage             | 04.02.2011 | 27,8 %  | 37,8 %  | 9,5 %   | 6,5 %  | 9,3 %  |
| Intercampus         | 23.01.2011 | 30,8 %  | 36,8 %  | 5,8 %   | 7,1 %  | 7,3 %  |
| Aximage             | 04.01.2011 | 25,4 %  | 38,3 %  | 8,8 %   | 7,5 %  | 9,9 %  |
| Dernières élections | 27.09.2009 | 36,56 % | 29,11 % | 10,43 % | 9,81 % | 7,86 % |

### Thèmes et faits marquants

#### L'appel à l'aide extérieure

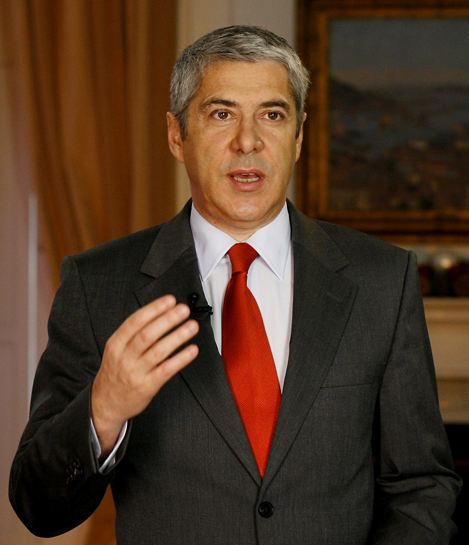
José Sócrates.

Dès le 1er avril 2011, l'agence de notation financière Fitch Ratings dégrade la note de la dette publique portugaise de trois crans, la laissant juste au-dessus du stade « spéculatif », ce qui conduit Pedro Passos Coelho à affirmer qu'il soutiendra le gouvernement s'il demande l'aide extérieure de l'Union européenne (UE) et du Fonds monétaire international (FMI), un jour après que le ministre des Finances, Teixeira dos Santos, ait affirmé la nécessité de recourir à l'assistance internationale mais qu'il ne disposait pas de la « légitimité » pour le faire. Le lendemain, le président du PPD/PSD confirme que s'il prend la tête du gouvernement, il fera appel à l'aide extérieure, s'attirant de sévères critiques de José Sócrates, tandis que Jerónimo de Sousa renvoie PS et PPD/PSD dos-à-dos. Finalement, Teixeira dos Santos fait savoir le 6 avril que le gouvernement a l'intention de faire appel à l'assistance financière internationale, dénonçant parallèlement comme cause de cet appel le rejet du plan d'austérité par les députés. José Sócrates déclare le soir même qu'il a déjà fait la demande auprès de la Commission européenne, et qu'il en a avisé le chef de l'État.

#### Les premières manœuvres
Deux jours plus tôt, le BE avait annoncé la tenue d'une réunion avec la direction du PCP, alimentant les rumeurs d'une alliance à gauche du PS, une idée rapidement rejetée par le secrétaire général du Parti communiste mais soutenue par un courant du Bloc. À l'issue de cette rencontre, les dirigeants des deux formations affirment simplement « de multiples convergences dans le domaine économique et financier », sans annoncer de coalition.
Les 9 et 10 avril, le PS organise pour sa part sont dix-septième congrès national à Matosinhos, au cours duquel le parti fait la démonstration d'une unité sans faille,, y compris autour de son secrétaire général,,, attaquant clairement le PPD/PSD qu'il rend responsable de la crise et de l'appel à l'aide financière, ce à quoi Pedro Passos Coelho répond en déclarant que « Malheureusement, le PS nous a habitués à rendre tout le monde plus responsable que lui ». Il annonce ensuite, sur sa page Facebook, que l'ancien candidat indépendant à l'élection présidentielle du 23 janvier 2011, Fernando Nobre, qui avait recueilli 14,1 % des suffrages, mènera la liste sociale-démocrate dans le district de Lisbonne et que, en cas de victoire, il prendra la présidence de l'Assemblée de la République, une décision contestée à gauche et dans son propre camp,.

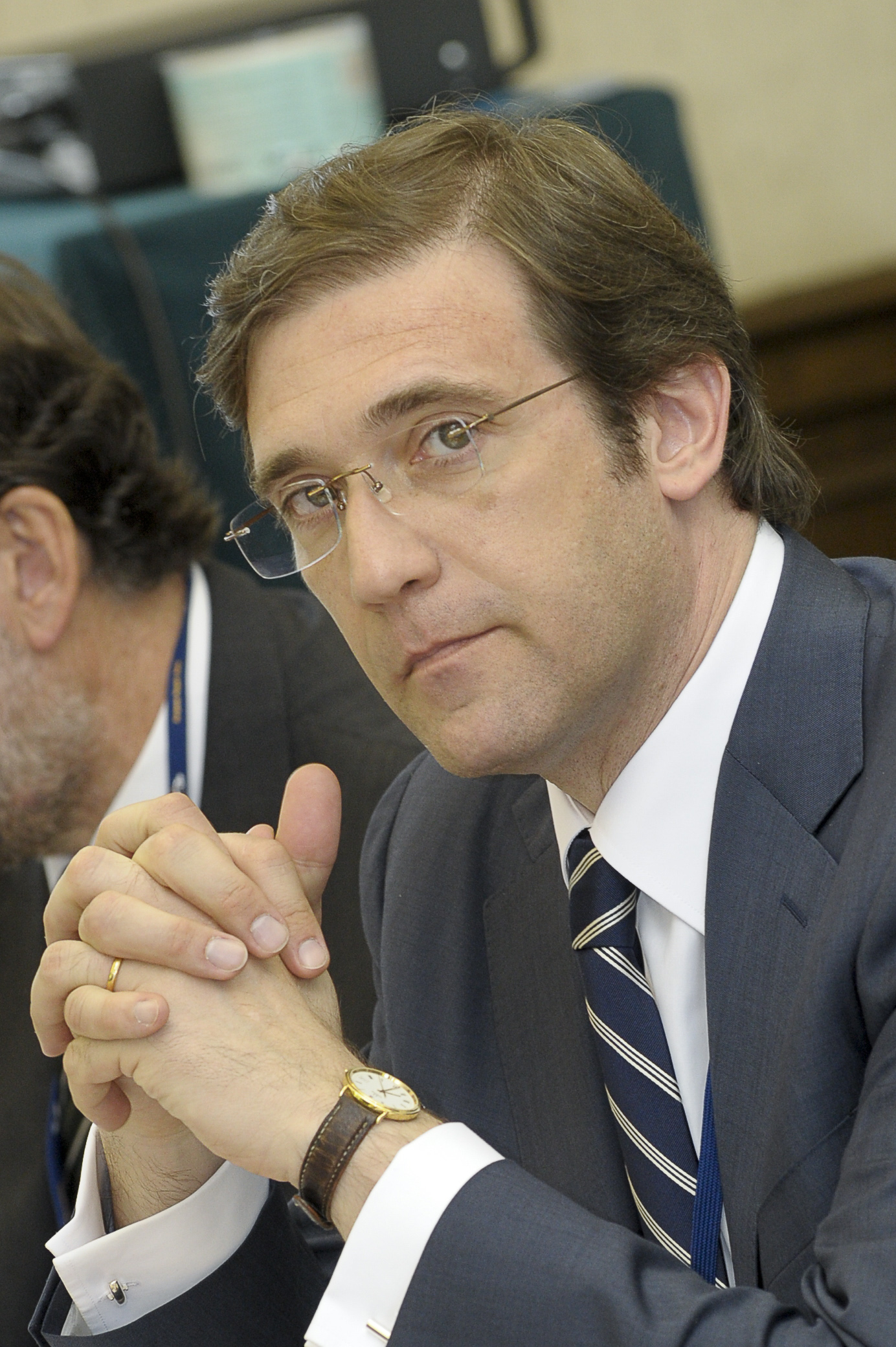
Pedro Passos Coelho.

À l'occasion d'une interview télévisée le 11 avril, le chef de l'opposition récuse toute responsabilité dans le déclenchement de la crise et attaque durement le chef du gouvernement, en l'accusant d'avoir démissionné « quand il a su qu'il n'y avait plus d'argent, qu'il laissait l'État sans argent pour payer ses engagements internationaux » et qu'il « préférait voir les autres régler ce problème ». Il ajoute toutefois qu'il souhaite constituer un « gouvernement d'union », y compris avec les socialistes, mais sans José Sócrates, qui n'a « aucune capacité de dialogue ». Il défend ensuite une vision résolument libérale, car selon lui la croissance ne pourra revenir que grâce au secteur privé et à la baisse des dépenses publiques.
Le lendemain, le ministre des Affaires étrangères Luís Amado ferme la porte à toute alliance avec la CDU et/ou le BE en déclarant que « comme on l'a vu au cours dernière législature », il est « absolument impossible » d'envisager une coalition gouvernementale stable à gauche, et donc que « naturellement », un gouvernement majoritaire ne peut être formé « qu'à la droite du PS ». Le 16 avril, Fernando Nobre relance la polémique concernant son choix comme candidat en déclarant, dans un entretien à l'hebdomadaire Expresso qu'il n'a pas lu le programme social-démocrate, affirmant sa confiance en Pedro Passos Coelho, et qu'il ne siégera comme député qu'à la seule condition de présider l'Assemblée.

#### L'appel à l'unité du 25 avril
Le 25 avril, jour anniversaire de la révolution des Œillets, le président Cavaco Silva, relayé par son prédécesseur Jorge Sampaio, a appelé les différentes formations politiques à ne pas compromettre, au cours de la campagne, leur capacité à constituer une coalition gouvernementale, rappelant que « il est impérieux de créer des espaces d'entente qui assurent des solutions stables et crédibles de gouvernement ». Semblant lui faire écho, le président du CDS/PP, a demandé le même jour aux partis de « baisser leurs bannières partisanes ». De son côté, le Premier ministre, reconnaissant l'importance des déclarations présidentielles, affirme appeler depuis longtemps au dialogue et que de nombreuses situations auraient pu être évitées si le paysage politique se trouvait dans cet esprit. L'ancien candidat socialiste à l'élection présidentielle de janvier, Manuel Alegre, s'est déclaré, quelques jours plus tard, critique de cette intervention du chef de l'État, rappelant que le gouvernement est formé dans le cadre de l'Assemblée, issue de la volonté des électeurs.

#### Le refus d'une grande coalition
Dès le lendemain, lors d'une entretien télévisé, il se dit prêt à négocier et s'allier avec les sociaux-démocrates, avec qui un accord est « possible et souhaitable », et ce « qui que soit le chef » du parti, ajoutant qu'aujourd'hui plus que jamais, le pays a besoin que les formations politiques puissent s'entendre et définir une « zone de consensus », une offre rejetée par Pedro Passos Coelho, pour qui une alliance gouvernementale ne peut se constituer qu'après les élections, dont il souligne le rôle de clarification de la situation politique actuelle, précisant que s'il était amené à former le futur exécutif, celui-ci serait ouvert « à d'autres partis et même jusqu'à des personnalités qui n'ont pas de cartes d'adhérent ». Une semaine plus tard, le président du CDS/PP, Paulo Portas, rappelle qu'il défend « un gouvernement de changement », excluant de facto la constitution d'une coalition entre les deux formations de centre droit et le PS.

#### Le CDS, un troisième parti qui se renforce

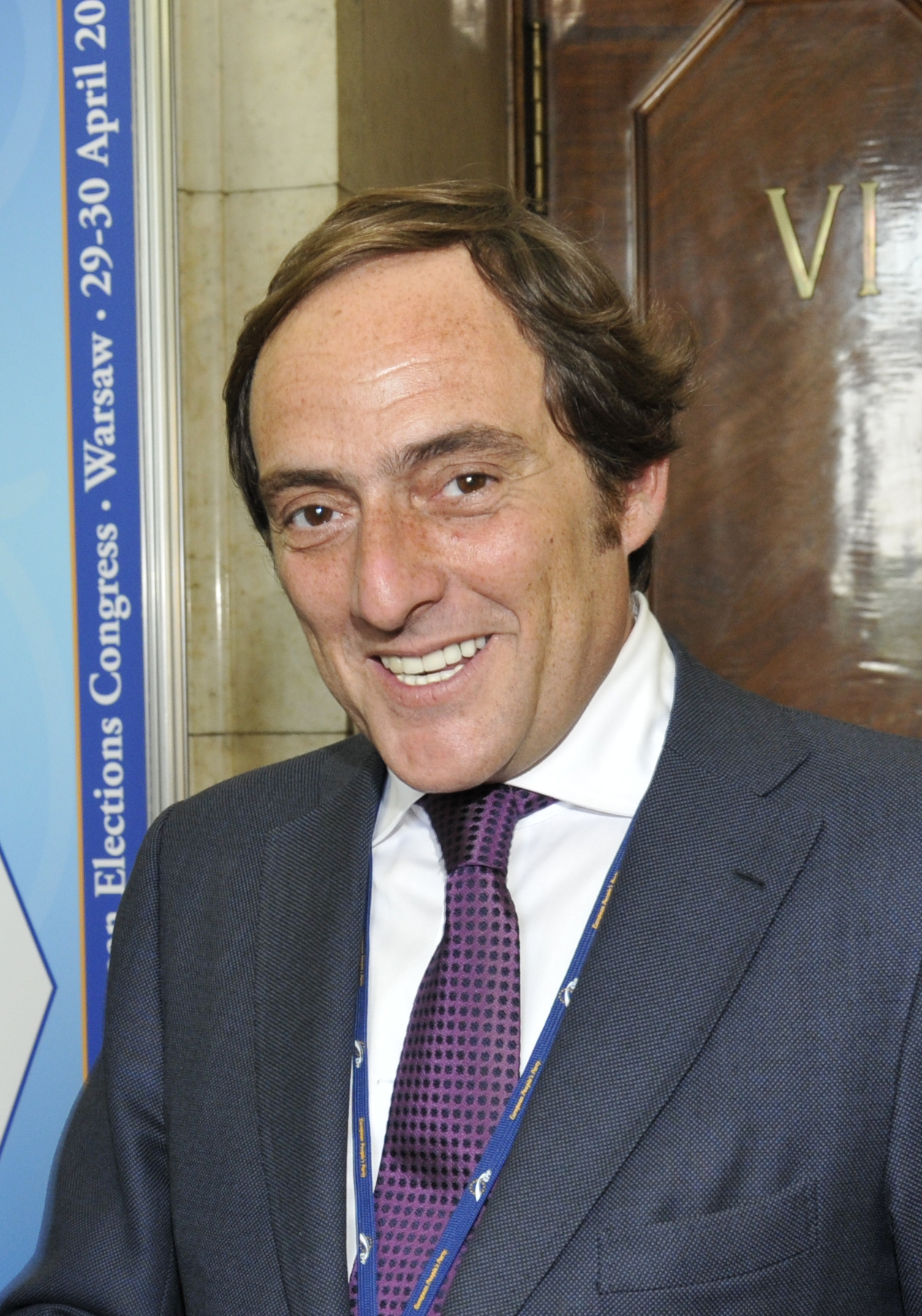
Paulo Portas.

Après avoir désigné Paulo Portas comme « candidat au poste de Premier ministre », à l'instar de Sócrates et Passos Coelho, à la fin du mois d'avril, le Parti populaire entame une ascension dans les sondages à compter du 13 mai, les enquêtes d'opinion le situant aux alentours de 13 % d'intentions de vote, ce qui constituerait son meilleur résultat depuis 1976.
L'ancien président du PPD/PSD et désormais commentateur politique sur la chaîne TVI, Marcelo Rebelo de Sousa, dénonce, à cet égard, une « mauvaise situation pour le pays », car avec un tel score, les deux principaux partis seraient à égalité et « qui dirigerait le Portugal ? Le CDS ! » alors que, selon lui, Paulo Portas n'est pas une alternative à l'actuel chef du gouvernement, comme il tente de le montrer. Ces déclarations ont été condamnées par le député européen Nuno Melo, vice-président du CDS/PP, qui lui demande d'être digne dans ses fonctions et contenir ses propos.
Au soir du 20 mai, alors que se déroule le dernier débat télévisé, opposant José Sócrates et Pedro Passos Coelho, Portas intervient devant la presse afin de se présenter comme une « alternative », affirmant que « beaucoup de socialistes ne veulent plus de Sócrates et beaucoup de sociaux-démocrates ne veulent pas primer le PSD » et accentuant ses différences avec les deux grandes formations, que ce soit sur le gel des pensions ou les grands projets d'infrastructures. Quatre jours plus tard, il appelle les électeurs à donner au CDS/PP « plus de votes que le PCP et le BE réunis », un score nécessaire pour ce qu'il appelle une « majorité de changement sérieux ».

### Programmes politiques
| Parti | Parti                           | Slogan | Principales mesures |
| ----- | ------------------------------- | --- | --- |
|       | Parti socialiste                | « Défendre le Portugal – Construire l'avenir » « Defender Portugal – Construir o futuro »                           | - Augmentation du taux de scolarisation des jeunes et renforcement de la qualification des Portugais, par l'appui à la rénovation du parc scolaire et des conditions de travail dans les écoles - Consolidation de l'investissement dans les énergies renouvelables (pour atteindre l'objectif de 31 % d'énergies renouvelables dans l'énergie totale consommée) et efficience énergétique - Affirmation du secteur exportateur - Investissement dans la science - Agenda numérique - Simplification et modernisation de l'administration - Consolidation et qualification des réseaux de soins et d'équipements sociaux |
|       | Parti social-démocrate          | « Il est temps de changer » « Está na hora de mudar »                                                               | - Réformer la loi électorale et réduire le nombre de députés - Accroître la décentralisation politico-administrative - Réduire et rationaliser les dépenses, faire appel à l'épargne et réduire l'endettement - Introduire plus de flexibilité dans l'organisation du travail - Stimuler la production agricole et mettre l'accent sur les PME - Réduire la taille du gouvernement à dix ministres - Non-remplacement de 80 % des fonctionnaires partant à la retraite - Décentraliser l'éducation et l'enseignement |
|       | CDS – Parti populaire           | « C'est le moment – Pour toi. Pour tous. Pour le Portugal. » « Este é o momento – Para ti. Para todos. Portugal »   | - Limiter l'endettement public par la Constitution - Réduire l'investissement et les dépenses publics et les responsabiliser - Donné la priorité aux PME et entreprises qui exportent - Simplifier la fiscalité et accroître la lutte contre la fraude fiscale - Renforcer le ministère de l'Agriculture et atteindre la souveraineté alimentaire - Simplifier les programmes et structures administratifs - Augmenter les pensions et stimuler le travail indépendant - Décentraliser l'enseignement - Améliorer le fonctionnement de la justice et renforcer la sécurité publique                                      |
|       | Bloc de gauche                  | « Changer de futur – Pour l'emploi et la justice fiscale » « Mudar de futuro – Pelo emprego e pela justiça fiscal » | - Procéder à un audit et une renégociation de la dette - Réduire et responsabiliser les dépenses - Créer un « fonds national de sauvetage » pour la dette - Instituer un impôt unique sur le patrimoine et taxer les opérations boursières - Mobiliser l'épargne et renforcer la banque publique - Assumer l'investissement public - Réduire la dépendance énergétique et alimentaire - Valoriser le travail et lutter contre la précarité, notamment par la hausse du salaire minimum |
|       | Coalition démocratique unitaire | « Pour une politique patriotique et de gauche » « Por uma política patriótica e de esquerda »                       | - Renégociation immédiate de la dette portugaise - Intervention conjointe des autres pays affrontant des problèmes d'endettement similaires - Diversification des sources de financement - Renforcement des investissements publics, tournés vers l'industrie, l'agriculture et la pêche - Utilisation intégrale de toutes les ressources nationales - Défense et reconstruction d'un secteur public économique fort et dynamique - Fort investissement dans les très petites, petites et moyennes entreprises, dynamisation et défense du marché intérieur                                                              |

### Débats télévisés
Le 18 avril 2011, la liste des débats entre les candidats à la présidence du Conseil des ministres est dévoilée. Comme l'avait réclamé le Parti social-démocrate, le Parti populaire et le Bloc de gauche, il n'y aura que des face-à-face.
| 1er débatteur | 1er débatteur       | Chaîne – Date     | 2e débatteur | 2e débatteur      |
| ------------- | ------------------- | ----------------- | ------------ | ----------------- |
|               | Paulo Portas        | RTP – 6 mai 2011  |              | Jerónimo de Sousa |
|               | José Sócrates       | TVI – 9 mai 2011  |              | Paulo Portas      |
|               | Pedro Passos Coelho | TVI – 10 mai 2011 |              | Jerónimo de Sousa |
|               | José Sócrates       | SIC – 11 mai 2011 |              | Francisco Louçã   |
|               | Francisco Louçã     | RTP – 12 mai 2011 |              | Jerónimo de Sousa |
|               | Pedro Passos Coelho | SIC – 13 mai 2011 |              | Paulo Portas      |
|               | José Sócrates       | SIC – 16 mai 2011 |              | Jerónimo de Sousa |
|               | Pedro Passos Coelho | TVI – 17 mai 2011 |              | Francisco Louçã   |
|               | Paulo Portas        | SIC – 19 mai 2011 |              | Francisco Louçã   |
|               | Pedro Passos Coelho | RTP – 20 mai 2011 |              | José Sócrates     |

## Résultats

### Scores
|                        |                                                    |           |       |               |        |               |  |  |  |  |  |  |  |  |
| Parti                  | Parti                                              | Voix      | %     | +/-           | Sièges | +/-           |  |  |  |  |  |  |  |  |
|                        | Parti social-démocrate (PPD/PSD)                   | 2 159 181 | 40,31 | 10,27         | 108    | 27            |  |  |  |  |  |  |  |  |
|                        | Parti socialiste (PS)                              | 1 566 347 | 29,24 | 8,49          | 74     | 23            |  |  |  |  |  |  |  |  |
|                        | CDS – Parti populaire (CDS-PP)                     | 653 888   | 12,21 | 1,44          | 24     | 3             |  |  |  |  |  |  |  |  |
|                        | Coalition démocratique unitaire (CDU)              | 441 147   | 8,23  | 0,12          | 16     | 1             |  |  |  |  |  |  |  |  |
|                        | Bloc de gauche (BE)                                | 288 923   | 5,39  | 4,73          | 8      | 8             |  |  |  |  |  |  |  |  |
|                        | Parti communiste des travailleurs portugais (PCTP) | 62 610    | 1,17  | 0,21          | 0      | en stagnation |  |  |  |  |  |  |  |  |
|                        | Parti pour les animaux et pour la nature (PAN)     | 57 995    | 1,08  | Nv.           | 0      | en stagnation |  |  |  |  |  |  |  |  |
|                        | Parti de la Terre (MPT)                            | 22 705    | 0,42  | N/A           | 0      | en stagnation |  |  |  |  |  |  |  |  |
|                        | Mouvement Espoir pour le Portugal (MEP)            | 21 942    | 0,41  | 0,06          | 0      | en stagnation |  |  |  |  |  |  |  |  |
|                        | Parti national rénovateur (PNR)                    | 17 548    | 0,33  | 0,12          | 0      | en stagnation |  |  |  |  |  |  |  |  |
|                        | Parti travailliste portugais (PTP)                 | 16 895    | 0,31  | 0,22          | 0      | en stagnation |  |  |  |  |  |  |  |  |
|                        | Parti populaire monarchiste (PPM)                  | 14 687    | 0,27  | 0,01          | 0      | en stagnation |  |  |  |  |  |  |  |  |
|                        | Parti de la nouvelle démocratie (PND)              | 11 806    | 0,22  | 0,18          | 0      | en stagnation |  |  |  |  |  |  |  |  |
|                        | Portugal Pro-vie (PPV)                             | 8 209     | 0,15  | en stagnation | 0      | en stagnation |  |  |  |  |  |  |  |  |
|                        | Parti ouvrier d'unité socialiste (POUS)            | 4 572     | 0,08  | en stagnation | 0      | en stagnation |  |  |  |  |  |  |  |  |
|                        | Parti démocratique de l'Atlantique (PDA)           | 4 569     | 0,08  | Abs.          | 0      | en stagnation |  |  |  |  |  |  |  |  |
|                        | Parti humaniste (PH)                               | 3 588     | 0,07  | N/A           | 0      | en stagnation |  |  |  |  |  |  |  |  |
|                        |                                                    |           |       |               |        |               |  |  |  |  |  |  |  |  |
| Suffrages exprimés     | Suffrages exprimés                                 | 5 356 612 | 95,92 |               |        |               |  |  |  |  |  |  |  |  |
| Votes blancs           | Votes blancs                                       | 148 638   | 2,66  |               |        |               |  |  |  |  |  |  |  |  |
| Votesnuls              | Votesnuls                                          | 79 399    | 1,42  |               |        |               |  |  |  |  |  |  |  |  |
| Total                  | Total                                              | 5 584 629 | 100   | -             | 230    | en stagnation |  |  |  |  |  |  |  |  |
| Abstention             | Abstention                                         | 4 039 725 | 41,97 |               |        |               |  |  |  |  |  |  |  |  |
| Inscrits/Participation | Inscrits/Participation                             | 9 624 354 | 58,03 |               |        |               |  |  |  |  |  |  |  |  |

### Résultats par districts

#### Résumé
| Circonscription  | PPD/PSD | PPD/PSD | PS    | PS   | CDS-PP | CDS-PP | CDU   | CDU  | BE   | BE   | Autres | Total Sièges | Total Sièges |
| ---------------- | ------- | ------- | ----- | ---- | ------ | ------ | ----- | ---- | ---- | ---- | ------ | ------------ | ------------ |
| Circonscription  |         |         |       |      |        |        |       |      |      |      | Autres | Total Sièges | Total Sièges |
| Circonscription  | %       | Élus    | %     | Élus | %      | Élus   | %     | Élus | %    | Élus | %      | Total Sièges | Total Sièges |
| Aveiro           | 46,36   | 8       | 27,04 | 5    | 13,44  | 2      | 4,27  | —    | 5,24 | 1    | 3,64   | 16           |              |
| Beja             | 24,54   | 1       | 30,91 | 1    | 7,57   | —      | 26,33 | 1    | 5,39 | —    | 5,24   | 3            |              |
| Braga            | 41,63   | 9       | 34,13 | 7    | 10,79  | 2      | 5,08  | 1    | 4,38 | —    | 3,99   | 19           |              |
| Bragance         | 53,82   | 2       | 26,99 | 1    | 11,46  | —      | 2,68  | —    | 2,37 | —    | 2,70   | 3            |              |
| Castelo Branco   | 39,84   | 2       | 36,56 | 2    | 10,09  | —      | 5,14  | —    | 4,40 | —    | 3,98   | 4            |              |
| Coimbra          | 42,24   | 5       | 30,72 | 3    | 10,39  | 1      | 6,56  | —    | 6,05 | —    | 4,05   | 9            |              |
| Évora            | 28,52   | 1       | 30,04 | 1    | 9,02   | —      | 22,78 | 1    | 5,07 | —    | 4,54   | 3            |              |
| Faro             | 38,76   | 4       | 24,04 | 2    | 13,27  | 1      | 9,00  | 1    | 8,53 | 1    | 6,39   | 9            |              |
| Guarda           | 48,38   | 3       | 29,53 | 1    | 11,72  | —      | 3,71  | —    | 3,50 | —    | 3,13   | 4            |              |
| Leiria           | 49,50   | 6       | 21,81 | 3    | 13,47  | 1      | 5,23  | —    | 5,65 | —    | 4,34   | 10           |              |
| Lisbonne         | 35,55   | 18      | 28,68 | 14   | 14,36  | 7      | 9,95  | 5    | 5,96 | 3    | 5,49   | 47           |              |
| Portalegre       | 33,74   | 1       | 33,69 | 1    | 10,57  | —      | 13,35 | —    | 4,65 | —    | 2,25   | 2            |              |
| Porto            | 40,67   | 17      | 33,26 | 14   | 10,39  | 4      | 6,46  | 2    | 5,33 | 2    | 3,86   | 39           |              |
| Santarém         | 39,39   | 5       | 27,10 | 3    | 12,87  | 1      | 9,45  | 1    | 6,07 | —    | 5,10   | 10           |              |
| Setúbal          | 26,23   | 5       | 28,01 | 5    | 12,63  | 2      | 20,41 | 4    | 7,37 | 1    | 5,35   | 17           |              |
| Viana do Castelo | 45,53   | 3       | 27,34 | 2    | 14,04  | 1      | 5,14  | —    | 4,59 | —    | 3,36   | 6            |              |
| Vila Real        | 52,96   | 3       | 30,01 | 2    | 8,95   | —      | 3,15  | —    | 2,40 | —    | 2,51   | 5            |              |
| Viseu            | 50,42   | 5       | 27,81 | 3    | 12,89  | 1      | 2,99  | —    | 2,97 | —    | 2,91   | 9            |              |
| Açores           | 49,49   | 3       | 26,92 | 2    | 12,65  | —      | 2,66  | —    | 4,60 | —    | 3,66   | 5            |              |
| Madère           | 51,14   | 4       | 15,17 | 1    | 14,14  | 1      | 3,80  | —    | 4,15 | —    | 11,60  | 6            |              |
| Europe           | 34,01   | 1       | 46,13 | 1    | 6,36   | —      | 5,14  | —    | 3,85 | —    | 4,50   | 2            |              |
| Hors d'Europe    | 66,66   | 2       | 21,74 | —    | 4,93   | —      | 1,02  | —    | 1,32 | —    | 4,33   | 2            |              |
|                  |         |         |       |      |        |        |       |      |      |      |        |              |              |
| Total            | 40,31   | 108     | 29,24 | 74   | 12,21  | 24     | 8,23  | 16   | 5,39 | 8    | 4,59   | 230          |              |

## Conséquences

### Analyse
Avec un taux de participation historiquement bas, de moins de 60 % des inscrits, le centre droit remporte une nette victoire en décrochant près de 130 députés, soit plus de 56 % des sièges, et un peu plus de 50 % des voix. Tandis que CDS/PP, poursuivant sa progression entamée en 2009, obtient son meilleur score depuis 1983, le PPD/PSD surpasse le résultat attendu dans les derniers sondages et égale en sièges le résultat obtenu en 2002 par José Manuel Durão Barroso. S'il parvient au pouvoir, il s'agira cependant de son plus faible résultat en voix depuis le premier mandat d'Aníbal Cavaco Silva, en 1985. Sur les vingt circonscriptions du pays, le parti de Pedro Passos Coelho en remporte dix-sept, dont Lisbonne et Porto, qui lui avaient échappé en 2009, ainsi que les Açores, pourtant gouvernées par les socialistes depuis 2000.
La défaite du PS est sévère, puisqu'il perd la première place dans onze districts, et passe sous la barre des 30 % des suffrages exprimés, une première depuis le scrutin de 1991. Cependant, il ne s'agit pas de son plus mauvais résultat, qui remonte à 1987, lorsqu'il accusait 30 points de retard sur le PPD/PSD. Il est même battu dans la circonscription de Castelo Branco, celle de José Sócrates, qu'il dominait depuis 1995.
À l'extrême-gauche, le résultat est contrasté. D'un côté, le BE recule très fortement, perdant la moitié de ses députés et retrouvant son niveau de 2005, où il avait cependant obtenu un point de plus dans un contexte de participation plus élevée. Il est à nouveau dépassé par la CDU, qui progresse d'un député et conserve ainsi son niveau habituel. Dans son ensemble, la gauche portugaise accuse un retard de dix points sur le centre droit, soit le plus important depuis les majorités absolues sociales-démocrates d'Aníbal Cavaco Silva, dans les années 1990.

### Réactions
À la suite des premiers résultats, qui donnent à une hypothétique coalition entre le PPD/PSD et le CDS/PP la majorité absolue, et au PS un score en deçà des 30 % des voix, José Sócrates annonce qu'il renonce à diriger son parti et souhaite sagesse, courage et justice à Pedro Passos Coelho. Ce dernier annonce peu après qu'il fera tout pour former un gouvernement jouissant d'une majorité absolue. Il est rejoint dans cette optique par Paulo Portas, qui affirme que son parti est prêt à s'allier avec le PPD/PSD, tout en se félicitant de la progression de son parti, qui améliore encore son score. À l'extrême-gauche, si Jerónimo de Sousa se félicite de la petite progression de la CDU et déclare que « la lutte sociale sera inévitable et la CDU y participera », Francisco Louçã admet que le résultat du BE, en fort recul, est une défaite, mais que « l'on apprend de ses défaites » et que le Bloc n'est pas vaincu.

### Formation du gouvernement
Dès le lendemain, avant même le décompte des voix des expatriés et la proclamation officielle des résultats, le président Cavaco Silva demande à Passos Coelho de former le XIXe gouvernement constitutionnel, lui intimant d'agir « avec célérité » afin de constituer un cabinet disposant d'un « appui parlementaire consistant ».